# Les Tuffes
Das Stade Nordique des Tuffes „Jason Lamy Chappuis“ am Berg Les Tuffes ist eine Nordische Skisportanlage mit zwei Skisprungschanzen in der französischen Gemeinde Prémanon im Département Jura.

## Geschichte
Zuerst wurde im Jahr 1953 die Normalschanze errichtet und ab dem folgenden Jahr in Wettbewerben eingesetzt. Seit dem  Umbau 1976 existiert neben der K76-Schanze noch die K45. In den Jahren 1994, 2000 und 2002 fanden an der Anlage die Schweizer Meisterschaften in der Nordischen Kombination statt.
Beide Schanzen sind aktuell mit Matten belegt und werden von den Nordischen Skisportlern der Region Franche-Comté zu Trainingszwecken genutzt. In diesem Jahr wurden die beiden Schanzen jeweils für zwei Wettkämpfe der Helvetia Nordic Trophy, einer Wettkampfserie für den Schweizer Nachwuchs in nordischen Disziplinen, genutzt. 2015 wurde die Anlage nach Jason Lamy Chappuis benannt.
2017/18 wurde die Normalschanze grundlegend erneuert, um die Anlage auf die Olympischen Jugend-Winterspiele 2020 vorzubereiten. So wurde der alte Schanzenturm abgerissen und durch eine neue Stahlkonstruktion ersetzt. Das Profil wurde auf K81 und einen Hillsize von 90 Metern vergrößert. Zudem wurde eine Biathlonanlage errichtet. Biathlon konnte nicht in der Schweiz ausgetragen werden, da Minderjährige dort nicht mit Waffen umgehen dürfen. Die Schanze wurde im März 2018 mit den französischen Meisterschaften wiedereröffnet. Dabei sprang Jonathan Learoyd mit 93,5 Metern einen neuen Schanzenrekord. Im Dezember 2018 fand erstmals ein Weltcup-Springen der Frauen auf der Schanze statt.
Während der Olympischen Jugendspiele wurden im Januar 2020 sechs Rennen im Biathlon, zwei Skispringen, zwei Wettkämpfe der Nordischen Kombination sowie die Springen des Mixed-Teamevents aus Nordischer Kombination, Skispringen und Skilanglauf auf den Anlagen durchgeführt.

## Anlage
Die Sportanlagen bestehen aus:
- Biathlon-Schießstand mit 30 Plätzen
- K81/HS90-Skisprungschanze, im Sommer als Mattenschanze nutzbar
- 3,5-Kilometer-Skipiste, im Sommer mit Skirollern befahrbar

Hinzu kommen mehrere infrastrukturelle Gebäude und weitere infrastrukturelle Bauten wie Fußgängerbrücken über die Laufstrecken.

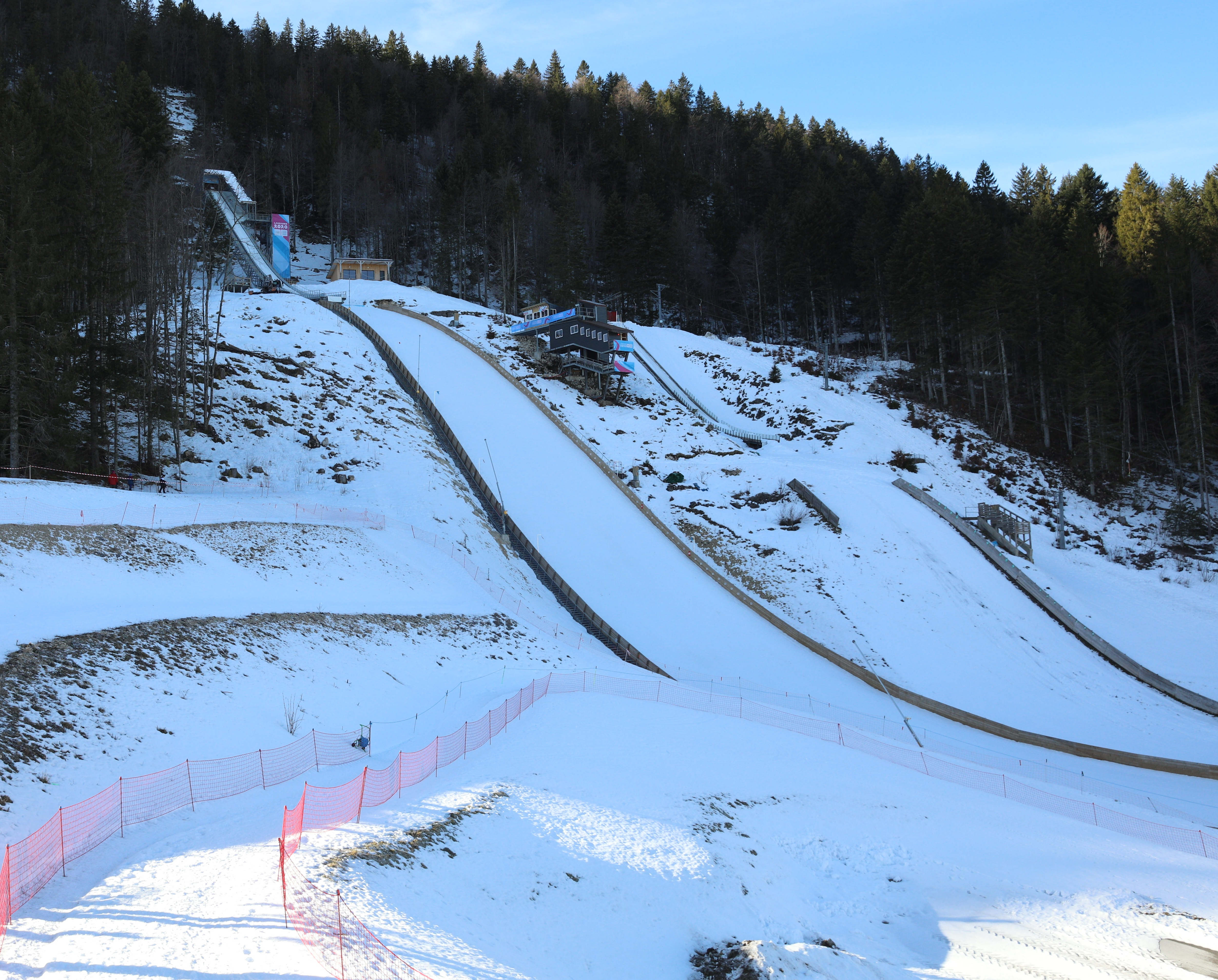
Seitlicher Blick auf die Anlagen während der Olympischen Jugendspiele 2020
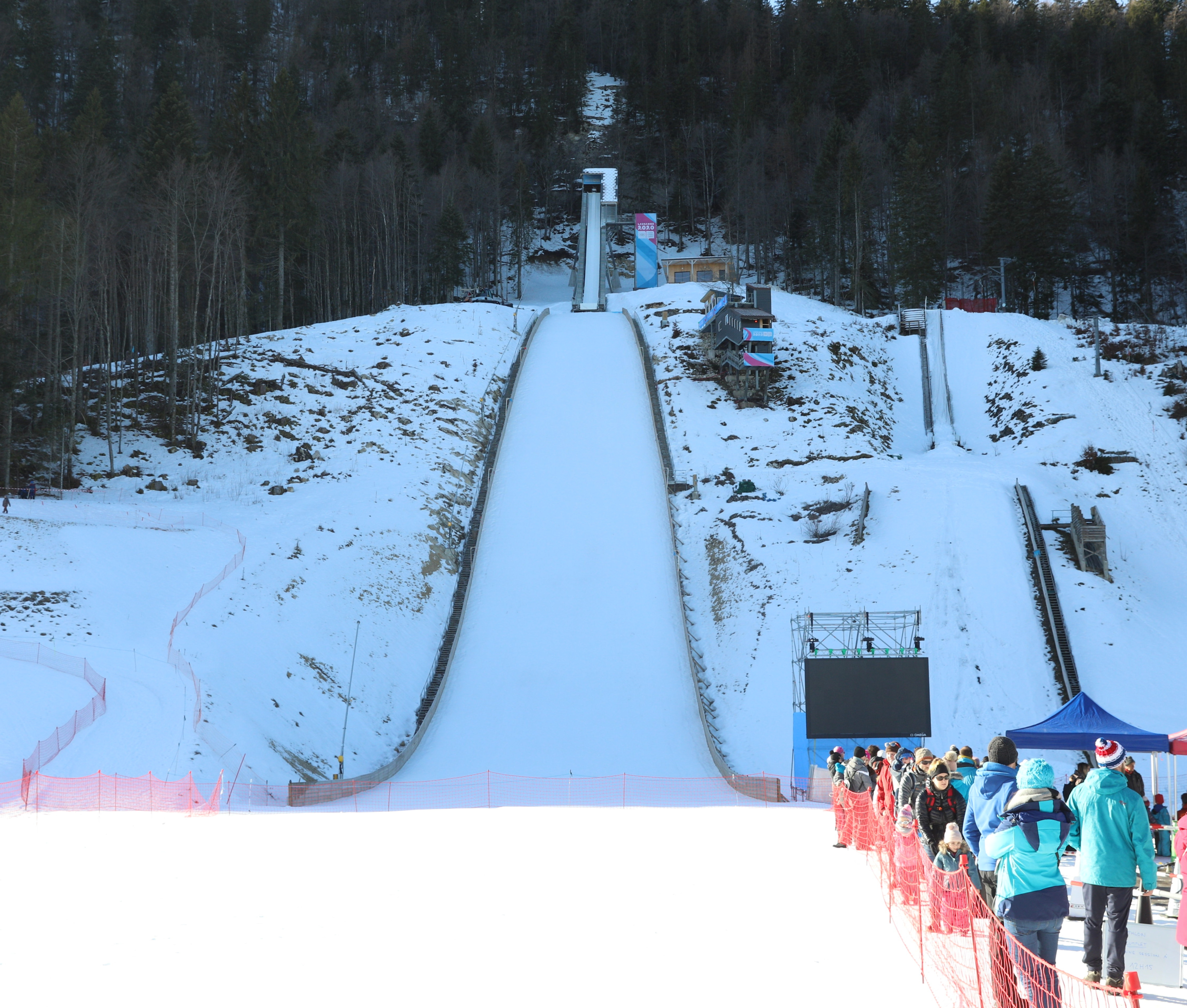
Frontaler Blick auf die Anlagen während der Olympischen Jugendspiele 2020
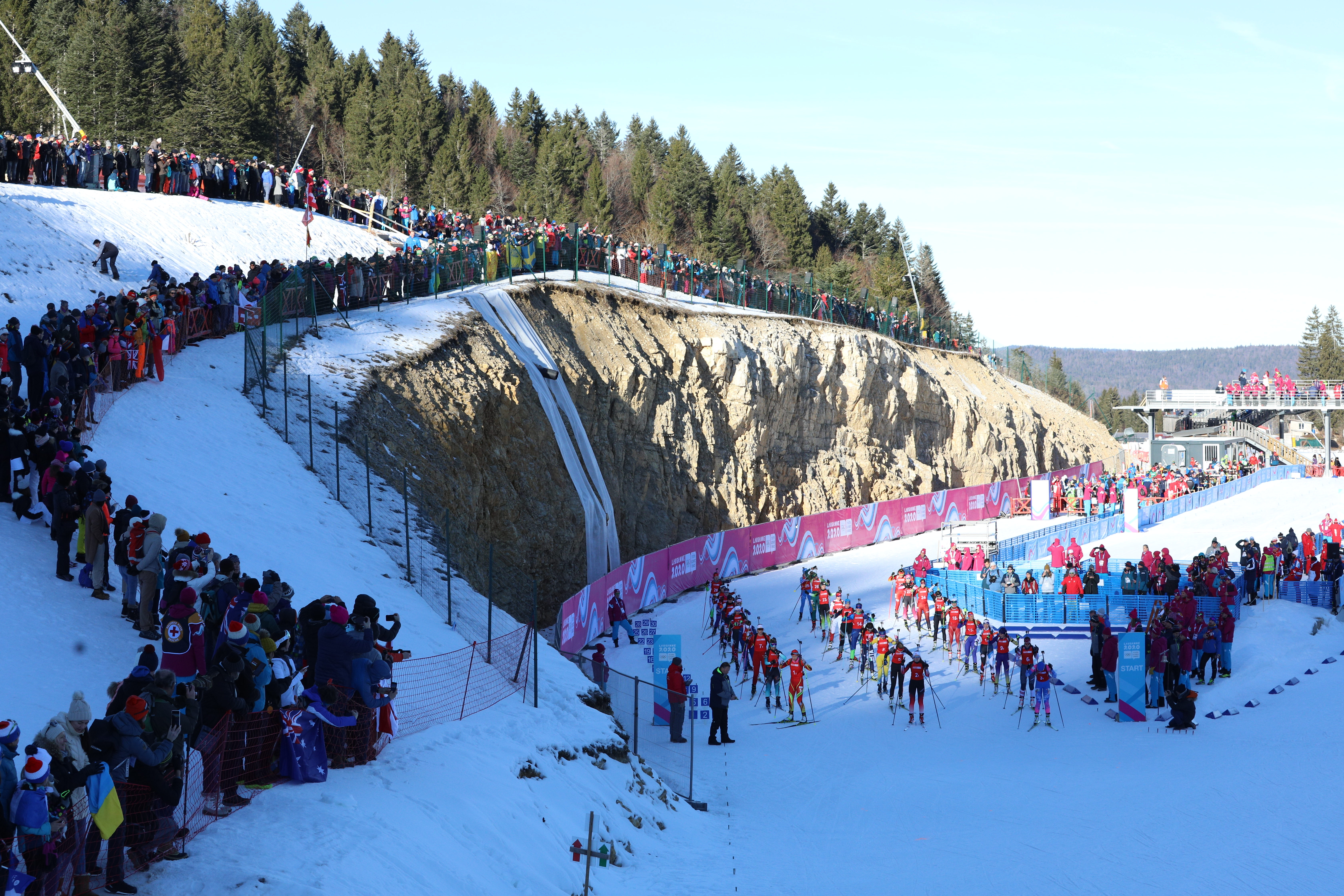
Blick ins Biathlon-Stadion
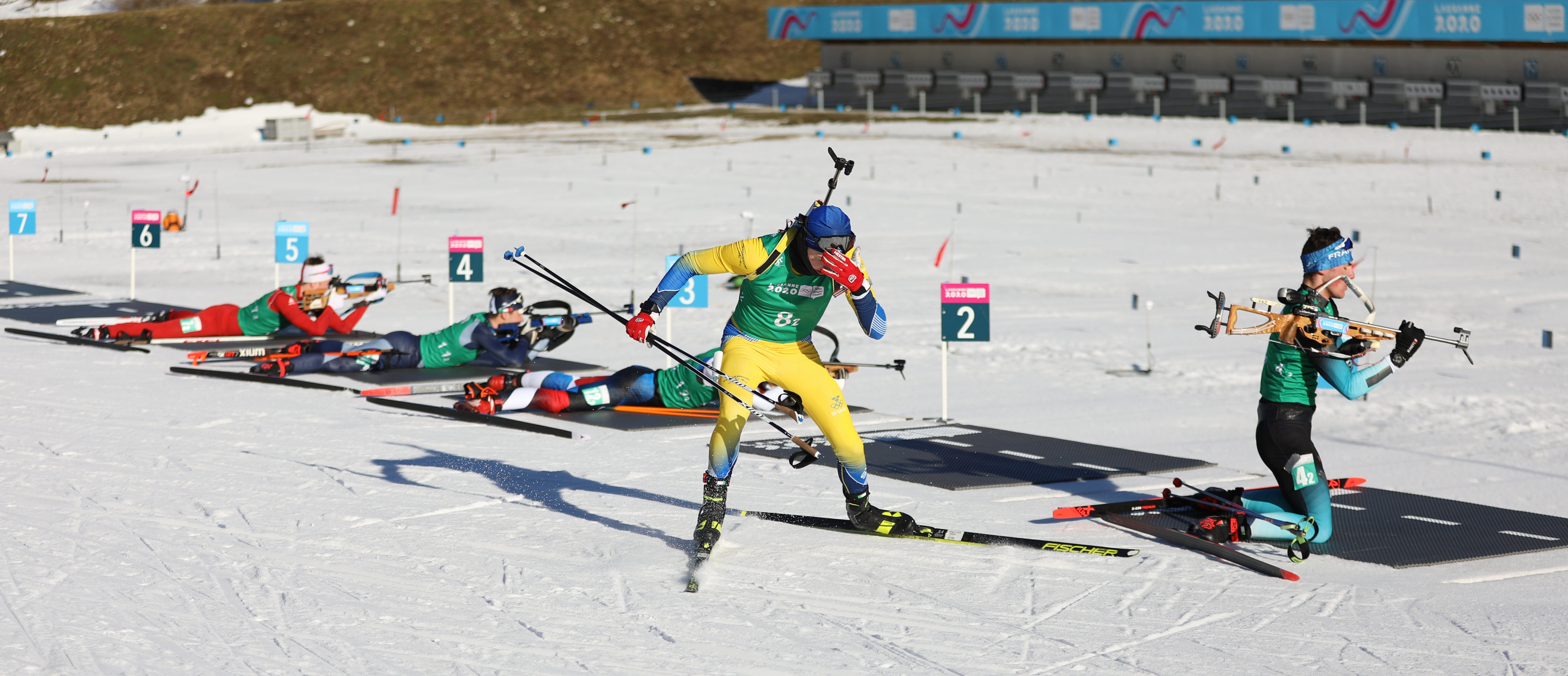
Blick in den Schießstand

## Technische Daten
| K81                                        | K81     |
| Anlauf                                     | Anlauf  |
| ------------------------------------------ | ------- |
| Anlauflänge                                | 68,85 m |
| Neigung des Anlaufs (γ)                    | 35°     |
| Anlaufgeschwindigkeit                      | 81 km/h |
| Schanzentisch                              |         |
| Tischhöhe                                  | 2,35 m  |
| Tischlänge                                 | 5,65 m  |
| Neigung des Schanzentisches (α)            | 11°     |
| Aufsprung                                  |         |
| Hillsize                                   | 90 m    |
| Konstruktionspunkt                         | 81 m    |
| Höhendifferenz Tischkante bis K-Punkt (h)  | 36,42 m |
| Längendifferenz Tischkante bis K-Punkt (n) | 66,61 m |
| K-Punkt Neigungswinkel (β)                 | 37°     |
| Auslauf                                    |         |
| Länge des Auslaufs                         | 106 m   |

| K45                                        | K45       |
| Anlauf                                     | Anlauf    |
| ------------------------------------------ | --------- |
| Anlauflänge                                | 50 m      |
| Neigung des Anlaufs (γ)                    | 32,5°     |
| Anlaufgeschwindigkeit                      | 65,5 km/h |
| Schanzentisch                              |           |
| Tischhöhe                                  | 1,4 m     |
| Tischlänge                                 | 4,5 m     |
| Neigung des Schanzentisches (α)            | 10°       |
| Aufsprung                                  |           |
| Hillsize                                   | 47 m      |
| Konstruktionspunkt                         | 45 m      |
| Höhendifferenz Tischkante bis K-Punkt (h)  | 20,36 m   |
| Längendifferenz Tischkante bis K-Punkt (n) | 39,99 m   |
| K-Punkt Neigungswinkel (β)                 | 35°       |
| Auslauf                                    |           |
| Länge des Auslaufs                         | 106 m     |

## Internationale Wettbewerbe
Genannt werden alle von der FIS beziehungsweise der IBU organisierten Wettbewerbe.
Skispringen
| Datum             | Kategorie                      | Schanze | 1. Platz                                                                  | 2. Platz                                                    | 3. Platz                                                              |
| ----------------- | ------------------------------ | ------- | ------------------------------------------------------------------------- | ----------------------------------------------------------- | --------------------------------------------------------------------- |
| ?.?.1968          | Junioren-Weltmeisterschaften   | K76     | Knut Kongsgård                                                            | ?                                                           | ?                                                                     |
| 15. Dezember 2018 | Weltcup                        | HS90    | Katharina Althaus                                                         | Sara Takanashi                                              | Ema Klinec                                                            |
| 16. Dezember 2018 | Weltcup                        | HS90    | Katharina Althaus                                                         | Maren Lundby                                                | Sara Takanashi                                                        |
| 19. Januar 2020   | Olympische Jugend-Winterspiele | HS90    | Anna Schpynjowa                                                           | Joséphine Pagnier                                           | Štěpánka Ptáčková                                                     |
| 19. Januar 2020   | Olympische Jugend-Winterspiele | HS90    | Marco Wörgötter                                                           | Mark Hafnar                                                 | David Haagen                                                          |
| 20. Januar 2020   | Olympische Jugend-Winterspiele | HS90    | ÖsterreichLisa Hirner Stefan Rettenegger Julia Mühlbacher Marco Wörgötter | JapanAyane Miyazaki Yūto Nishikata Machiko Kubota Sota Kudo | FrankreichEmma Tréand Marco Heinis Joséphine Pagnier Valentin Foubert |

Nordische Kombination
| Datum           | Kategorie                      | Schanze | Strecke | 1. Platz           | 2. Platz       | 3. Platz          |
| --------------- | ------------------------------ | ------- | ------- | ------------------ | -------------- | ----------------- |
| 18. Januar 2020 | Olympische Jugend-Winterspiele | HS90    | 6 km    | Stefan Rettenegger | Perttu Reponen | Sebastian Østvold |
| 18. Januar 2020 | Olympische Jugend-Winterspiele | HS90    | 4 km    | Lisa Hirner        | Ayane Miyazaki | Jenny Nowak       |

Biathlon
| Datum           | Kategorie                      | Disziplin       | 1. Platz                                                            | 2. Platz                                                               | 3. Platz                                                                    |
| --------------- | ------------------------------ | --------------- | ------------------------------------------------------------------- | ---------------------------------------------------------------------- | --------------------------------------------------------------------------- |
| 11. Januar 2020 | Olympische Jugend-Winterspiele | Einzel männlich | Oleg Domitschek                                                     | Lukas Haslinger                                                        | Mathieu Garcia                                                              |
| 11. Januar 2020 | Olympische Jugend-Winterspiele | Einzel weiblich | Aljona Mochowa                                                      | Jeanne Richard                                                         | Julija Kawaleuskaja                                                         |
| 12. Januar 2020 | Olympische Jugend-Winterspiele | Single Mixed    | FrankreichJeanne Richard Mathieu Garcia                             | ItalienLinda Zingerle Marco Barale                                     | SchwedenSara Andersson Oscar Andersson                                      |
| 14. Januar 2020 | Olympische Jugend-Winterspiele | Sprint männlich | Marcin Zawół                                                        | Denis Irodow                                                           | Vegard Thon                                                                 |
| 14. Januar 2020 | Olympische Jugend-Winterspiele | Sprint weiblich | Aljona Mochowa                                                      | Anastassija Senowa                                                     | Anna Andexer                                                                |
| 15. Januar 2020 | Olympische Jugend-Winterspiele | Single Mixed    | ItalienMartina Trabucchi Linda Zingerle Nicolò Betemps Marco Barale | RusslandAljona Mochowa Anastassija Senowa Denis Irodow Oleg Domitschek | FrankreichFany Bertrand Léonie Jeannier Théo Guiraud-Poillot Mathieu Garcia |